# Аккуш аль-Барли
Аккуш аль-Барли (араб. أقوش البرلي‎) — мамлюкский эмир. Принадлежал к азизи, мамлюкам айюбидского правителя Халеба аль-Азиз Мухаммеда, отца ан-Насир Юсуфа. Нисба «аль-Барли» может быть переосмысленным тюркским словом «олберли» или «олперли», названием кыпчакского племени, из которого, видимо, происходил Аккуш.
Принимал участие в битве при Айн-Джалуте, после чего султан Кутуз вознаградил его передачей в управление части Палестины. После подавления Бейбарсом в январе 1261 года мятежа Санджара аль-Халаби, Аккуш, опасаясь ареста, бежал со своими сторонниками на север и на короткое время взял под свой контроль Халеб, но был выбит мамлюками из города в июле 1261 г. Когда их войска отошли на юг, Аккуш снова захватил Халеб, и снова был выбит оттуда в октябре. В кратковременный период своей власти в Халебе он успел принять беглеца из Багдада аль-Хакима, считавшегося потомком аббасида аль-Мустаршида (1118—1135), и принести ему присягу как халифу с целью укрепления своего авторитета. Возможно, он не знал о существовании халифа аль-Мустансира, поставленного Бейбарсом в Каире. Аккуш выделил аль-Хакиму несколько сот туркменских всадников, с которыми тот выступил из города, чтобы в итоге присоединиться к походу аль-Мустансира на Багдад.
Утратив Халеб, Аккуш отступил на северо-восток и захватил аль-Биру, а затем, близ Харрана, крепость, бывшую в руках монголов. Весной 1262 года он получил призыв о помощи от ас-Салиха, сына атабека Бадр ад-Дина Лу’лу, осаждаемого в Мосуле монгольской армией. Аккуш откликнулся на призыв, несмотря на малое количество его войск по сравнению с монгольскими — 1200 или 1400 против 10 тысяч. Командующий монголов, узнав о приближении Аккуша, двинул войска ему навстречу. Армии сошлись 7 мая 1262 года близ Синджара, и мусульмане были полностью разбиты. Сам Аккуш был ранен и бежал с малой частью соратников в Аль-Биру. Ильхан Хулагу написал ему, потребовав подчинения и обещая дать аль-Биру в икта (владение). Вместо этого Аккуш отправил извещение о покорности Бейбарсу, и в октябре 1262 года был милостиво принят в Каире. С этого времени аль-Бира перешла под контроль султана. В 1263 году Аккуш аль-Барли принял участие в заговоре эмиров Балабана ар-Рашиди и Айбега ад-Димьяти, планировавших ликвидировать султана. Заговор был раскрыт и Аккуша заключили под стражу.